# Francisco González de Canales
Francisco González de Canales Ruiz (Sevilla, 1976) es un arquitecto, educador, crítico y poeta español formado en Sevilla, Barcelona y Harvard. Catedrático de Composición arquitectónica de la Universidad de Sevilla, a lo largo de su carrera ha obtenido diversos premios internacionales como el Build’s Architecture Award 2020, y ejercido su labor académica en instituciones destacadas como la Architectural Association School of Architecture de Londres. Es autor de varios libros y publicaciones teóricas sobre la arquitectura moderna y contemporánea, siendo reconocido por sus trabajos sobre la obra de Rafael Moneo y las relaciones contemporáneas entre arquitectura y política. Es socio fundador del estudio de arquitectura Canales Lombardero.

## Formación y Desarrollo Académico
Obtuvo el título de arquitecto en 2001, tras haber recibido una beca HNA para estudiar en la Escuela Técnica Superior de Arquitectura (ETSA) de la Barcelona (Universidad Politécnica de Cataluña) . Para la continuación de sus estudios recibió las becas predoctorales de Formación de Personal Investigador (FPI) y La Caixa-Fullbright. Realizó sus estudios de máster en la Universidad de Harvard logrando el Master in Design con el número 1 de su promoción en 2007, y recibiendo el premio Dimitris Pikionis. Se doctoró en el mismo año por la Universidad de Sevilla.
Ha sido profesor invitado e investigador en diversas instituciones académicas; desde 2008 es invitado regularmente a la Architectural Association School of Architecture de Londres, y también ha impartido docencia en el Boston Architectural College, el Instituto Tecnológico de Monterrey, City University of London, y ha sido investigador en la  Universidad Católica de Valparaíso, la Universidad de Cambridge (Jesus College) y en el Instituto de investigaciones estéticas de la Universidad Nacional Autónoma de México (UNAM).
Tras su paso por Harvard donde fue profesor asistente en la Harvard University Graduate School of Design (2005-7), completó su carrera académica en la Universidad de Sevilla, comenzando como profesor asociado en 2002, siendo profesor titular en 2012 y accediendo a la Cátedra de Composición Arquitectónica en 2019. Fue el director de la revista Neutra del Colegio de Arquitectos de Sevilla (2002-6) y coordinador del programa público de la Architectural Association de Londres (2008-12). 

## Desarrollo profesional
Entre 2005 y 2008 trabajó para Rafael Moneo en Cambridge, Massachusetts; y para Norman Foster en Londres. Desde 2003 mantiene una práctica profesional independiente tras asociarse con Nuria Álvarez Lombardero y crear el estudio Canales Lombardero. La oficina ha recibido diversas distinciones y ha publicado su trabajo en revistas internacionales.
Como divulgador de la arquitectura contemporánea ha tenido una labor destacada en la dirección y comisariado de diversas exposiciones internacionales. Entre ellas destaca la exposición itinerante Rafael Moneo. Una reflexión teórica desde la Profesión, que se exhibió en La Coruña, Lisboa, Ciudad de México, Hong Kong y Madrid, Museo Thyssen.

## Obras destacadas
- Rehabilitación del Palacio y jardines de los Enríquez de Ribera, Bornos, 2018 - Premio Hispania Nostra 2018[12]
- Casa Perea Borobio, Sevilla, 2017- Architects Journal Awards 2017, finalistas[13][14]
- Edificio Bicentenario de Usos Múltiples San Salvador, 2017- Proyecto ganador[15]
- Casa Priego Lagares, Córdoba, 2011[16]- XI Premios Félix Hernández, Finalista[17]
- Consultorio en Almonaster la Real, Huelva, 2007[18] - Premios Colegio de Arquitectos de Huelva 2007 (mención)[19]

## Publicaciones
Con más de medio centenar de publicaciones en revistas internacionales especializadas, ha sido editor y autor de libros entre los que destacan First Works: Emergent architectural practices of the 1960s and 1970s (2009, con Brett Steele), Experiments with life itself (2013), Rafael Moneo: Una reflexión teórica desde la profesión. Materiales de archivo 1961-2013 (2013, editor), Rafael Moneo: Building, Teaching, Writing (2015, con Nicholas Ray), Politics and digital fabrication. An ongoing debate (2016, con Nuria Álvarez Lombardero) y autor de El arquitecto como trabajador (2018), Consideraciones sobre la obra de Rafael Moneo (2019, editor) y El Manierismo y su ahora (2020), que recibió el premio COAS 2021 en su modalidad "Publicaciones de arquitectura".
Como poeta ha publicado el libro Aerología (Abades Editores 2017) que, prologado por Félix Duque, refleja sentimientos y suturas de su vida entre dos ciudades, en un continuo viaje entre nubes y ausencias.

## Premios y reconocimientos
- Premio COAS Arquitectura y Sociedad 2021.[20]
- Finalista en la XV Bienal Española de Arquitectura y Urbanismo.[22]
- CICA Julius Posener Exhibition Catalogue Award 2020[23]
- Build’s Annual Architecture Awards 2020[10]
- Premio Hispana Nostra, 2018[12]
- Premio de la XIV Bienal Española de Arquitectura y Urbanismo (XIV BEAU)[24]
- Premio de la XIII Bienal de Arquitectura Española 2016 (XIII BEAU)
- CICA Bruno Zevi Book Award 2014[25]
- Premios Málaga de Arquitectura, modalidad Fomento a la Arquitectura, 2009[26]
- Dimitris Pikionis Award, 2007[27]